# Militärhistorisches Museum der Stadt Goslar

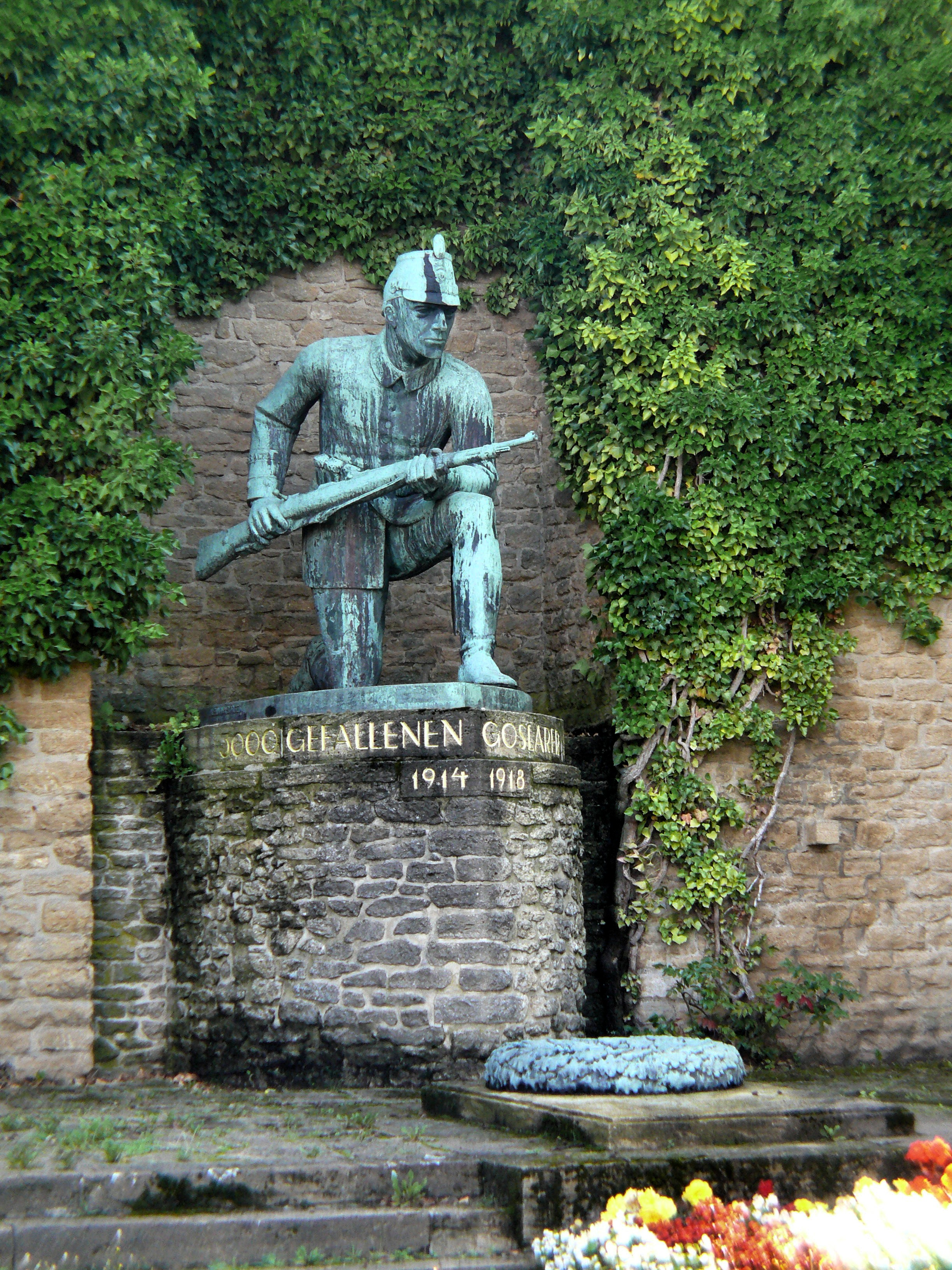
Goslarer Jäger, Gefallenendenkmal Wallstraße (Goslar)

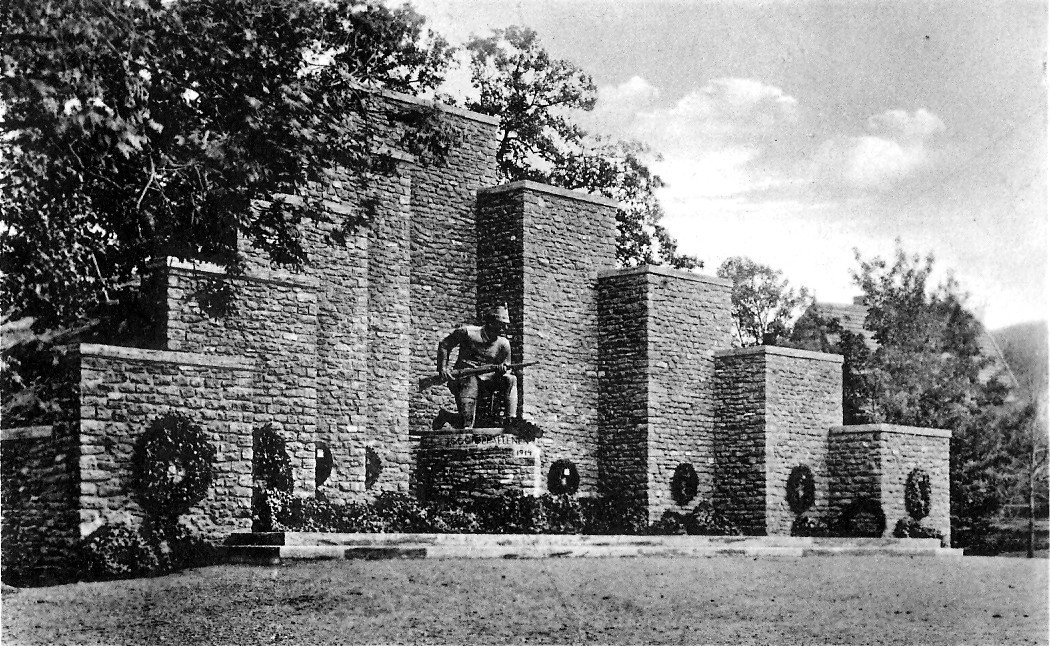
Vollständiges 1925 am Thomaswall errichtetes Gefallenen-Ehrenmal

Das Militärhistorische Museum der Stadt Goslar ist auch Jäger-Erinnerungsstätte der niedersächsischen Stadt Goslar. Das kleine Museum des Goslarer Jägerbataillons befindet sich seit 1989 im Seitenflügel des Großen Heiligen Kreuzes. 

## Beschreibung
Die Ausstellung im Obergeschoss der Kemenate zeigt die über 200-jährige hannoversch-englische und deutsche Wehrgeschichte am Beispiel des Jägerbataillons. Goslar war von 1838 bis 1945 Garnison des Goslarer Jägerbataillons. Die wehrgeschichtliche Tradition wird in vier Abschnitten von 1714 bis 1945 dargestellt. Zahlreiche Ausstellungsstücke zeugen von der Bedeutung des Militärs in Friedens- und Kriegszeiten. Bei den Goslarer Jägern dienten viele bekannte militärische Persönlichkeiten.
Seit 2013 wird die Ausstellung durch eine dokumentarische Übersicht zum Fliegerhorst Goslar als Luftwaffenstandort ergänzt und ab 2019 auch zum Bundesgrenzschutz in Goslar von 1951 bis 2000.
Die Kameradschaft Ehemalige Goslarer Jäger e. V. besteht seit 1887 und hat über Jahrzehnte die militärhistorischen Exponate gesammelt. Gezeigt werden Uniformen, Helme, Mützen, Degen, Säbel, Hirschfänger und Orden, sowie Ausrüstungsgegenstände und Dokumente aus verschiedenen Epochen. 
Die Mitglieder der Kameradschaft betreiben das Museum ehrenamtlich.